# Sinfonía en re menor (Franck)

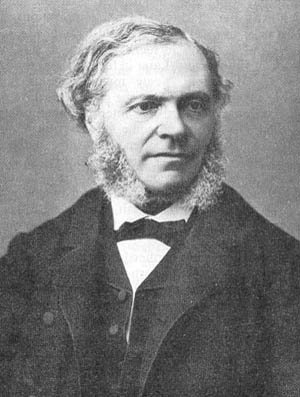
César Franck, en 1872.

La Sinfonía en re menor es la obra orquestal más famosa y la única sinfonía del compositor belga César Franck. La compuso entre 1886 y 1888 (concluida el 22 de agosto de 1888), y se estrenó en el Conservatorio de París el 17 de febrero de 1889. Está dedicada a su discípulo, el compositor Henri Duparc.

## Historia y controversia
La fama y reputación de César Franck se asienta sobre unas pocas obras, la mayor parte de ellas compuestas en los postreros años de su vida. De éstas, la Sinfonía en re menor fue una de las últimas, estrenada sólo un año antes de la muerte del compositor en 1890. El hecho de que Franck se decidiera finalmente a componer una sinfonía es un hecho extraño, debido a la rareza de esta forma musical en la tradición francesa del siglo XIX, que veía la sinfonía como un refugio exclusivo de la tradición alemana. Es posible que la génesis de este trabajo siguiera al éxito popular de su influyente obra Variaciones sinfónicas para piano y orquesta, compuesta en el año 1885.
Además, el éxito de algunas obras de otros compositores franceses había conseguido ganar el favor del público hacia este género. La Sinfonía n.º 3, con órgano de Camille Saint-Saëns y (a pesar de ser una obra para piano y orquesta) la Symphonie sur un chant montagnard français de Vincent d'Indy, ambas compuestas en el año 1886 y calurosamente acogidas, habían ayudado a resucitar la sinfonía como pieza de concierto, una forma desaparecida desde la Sinfonía fantástica de Hector Berlioz del año 1830. Una obra anterior, la Symphonie Espagnole (1875) de Édouard Lalo es en realidad un concierto para violín y orquesta. Sin embargo, estas dos obras intentaban distanciarse de la forma y sonido del sinfonismo romántico alemán (ejemplificado por las obras de Brahms y Richard Wagner) a través de la introducción de ciertas innovaciones dichas "francesas", incluyendo la integración del piano o, en el caso de Saint-Saëns, del órgano, y utilizando un estilo temático cíclico.
Como en las precedentes obras de Saint-Saëns y Berlioz, así como en sus propias obras anteriores, Franck también empleó una estructura cíclica en la composición de su sinfonía. De hecho, la 'Sinfonía en re menor' es el ejemplo más claro de la escritura sinfónica cíclica en la tradición musical romántica. Sin embargo, Franck utilizó una sonoridad típicamente germánica, evitando las innovaciones orquestales y el uso de elementos "nacionalistas," que Saint-Saëns y D'Indy habían utilizado. Así, la 'Sinfonía en re menor' de Franck puede considerarse el punto de contacto entre dos diferentes tradiciones musicales: la forma cíclica francesa y la forma romántica alemana, con amplias influencias de Wagner y Liszt.
Debido en parte a esta fusión inesperada, la obra fue mal recibida en su estreno. Pero aún más importante, la recepción de la sinfonía de Franck fue muy afectada por el mundo politizado de la música francesa posterior a los enfrentamientos y división en el seno de la Société Nationale de Musique, que había sido fundada por Saint-Saëns en 1871 como reacción al sentimiento antialemán suscitado por la guerra franco-prusiana. El cisma de 1886 fue provocado por la decisión de la Société de aceptar música «extranjera» (principalmente de Alemania) y por el entusiasmo declarado hacia Wagner por algunos de los miembros más jóvenes, entre los que se encontraban D'Indy y el mismo Franck. Esta traición inaceptable a la música francesa llevó a dimitir a algunos de los miembros más conservadores, encabezados por Saint-Saëns, y entonces Franck asumió la presidencia de la Société. Con un ambiente muy enrarecido, la controversia llegó hasta el Conservatorio de París e hizo muy difícil el estreno de la sinfonía de Franck. La partitura fue rechazada por el director Charles Lamoureux, y Franck tuvo que recurrir a la orquesta del conservatorio, que estaba obligada a interpretar obras nuevas de miembros de la facultad. Incluso así, los ensayos fueron decepcionantes y la reacción fue negativa.

## Movimientos
I: Lento; Allegro ma non troppo.
II: Allegretto.
III: Finale: Allegro non troppo.